# Осколки (журнал)
«Осколки» — русский юмористический литературно-художественный еженедельный журнал. Издавался в Петербурге с 1881 по 1916 год.
В первый год существования журнала его редактором был Роман Романович Голике, ранее издававший художественный еженедельник «Собрание картин». С 1882 по 1906 год издатель и редактор журнала — популярный писатель Николай Александрович Лейкин. С 1906 по 1908 год редакцию возглавляет писатель-юморист Виктор Викторович Билибин под псевдонимом И. Грэк.
В 1880-х годах «Осколки» — самый либеральный из российских юмористических журналов. В нём активно сотрудничает в ранние годы своего творчества А. П. Чехов. В 1882—1887 годах в «Осколках» было опубликовано более 270 произведений Чехова, в том числе его первый сборник рассказов «Сказки Мельпомены» (1884).

## Поэты и писатели
- Амфитеатров А. В.
- Будищев А. Н.[3]
- Герсон А. М.
- Гиляровский В. А.
- Гнедич П. П.
- Кони Е. Ф.
- Константин Льдов
- Мазуркевич В. А.
- Мартьянов П. К.
- Михайлов К. А.
- Пальмин Л. И.
- Позняков Н. И.

## Художники
- Афанасьев А. Ф.
- Лебедев А. И.
- Чехов Н. П.